# グリーゼ581d
座標:  15h 19m 26s, −07° 43′ 20″
グリーゼ581d (Gliese 581d, Gl 581d)は赤色矮星グリーゼ581を公転する惑星の1つである。グリーゼ581星系の中では第4惑星（または第5惑星）にあたり、軌道がハビタブルゾーン内にある可能性がある。質量は地球の約8倍、公転周期は67日。太陽系（地球）からはてんびん座の方向に約20光年離れている。2014年に発表された研究により、恒星の自転に由来する周波数の周期変動を惑星によるドップラー効果と誤認していた可能性が指摘され、その実在に疑問が持たれている。一方、2015年に発表された研究では、2014年の研究で用いられた手法は適当でなく、グリーゼ581dは存在の可能性があるとしている。
この惑星はいわゆるスーパーアース（巨大地球型惑星）に属するものであり、今後の地球外生命探査を行うための重要な惑星の1つとなる。しかし、現在の観測技術ではこの惑星を直接観測することは困難であり、また現在の探査機でこの星に行くには10万年以上かかってしまう。

## 発見
この惑星は2007年に、ジュネーブ天文台のStéphane Udryがラ・シヤ天文台でヨーロッパ南天天文台（ESO）が運用する高精度視線速度系外惑星探査装置（HARPS）を搭載した3.6m望遠鏡で発見した。Udryの探査チームは主星が惑星の重力により引き起こされる僅かな動きを検出する視線速度法（ドップラー分光法）を利用して質量を8.2 M⊕と求めた。
発見当初は、3つある惑星の内ハビタブルゾーン内を公転しているのはグリーゼ581dの1つ内側を公転しているグリーゼ581cと思われていたが、その後のフランスとドイツの研究グループが独自に発表した2つの論文によると、ハビタブルゾーンの外側を公転していることが判明した。

### 存在性の論争
2012年9月、Roman BaluevはKeckのデータにあったレッドノイズを除去し、この惑星の存在性を示す標準偏差は2.2しかないと結論づけた。しかし、同年、アメリカ海軍天文台（USNO）は存在可能性がもっと高いことを裏付けた。
2014年の研究ではグリーゼ581dは恒星の活動の産物であり、グリーゼ581gの誤りの発見を引き起こしたと結論づけられた。しかし、2015年にはGuillem Anglada-Escudé、Mikko Tuomiらによる分析で存在を確認したと結論が出た。
最終的には、2007年の研究に基づき、ハビタブルゾーンに存在する太陽系外惑星で初めて検出された太陽系外惑星であるとみなされている。

## 軌道の特徴
グリーゼ581dはグリーゼ581から0.21847 au離れた所を公転しており、太陽・地球間の距離の約5分の1に相当する。軌道離心率は今のところ確認されていない。今のところ地球のようなほぼ円軌道のモデルや水星のような楕円軌道のモデルが考えられている。この2大モデルは惑星系の惑星が4つの場合と6つの場合のモデルにそれぞれ基づいている。4つの場合のモデルでは2:1の軌道共鳴を引き起こすとも考えられている。そうなるとグリーゼ581dは1日の長さが地球で換算すると67日になる。
楕円軌道と共鳴のどちらの解釈が正しいのかは、観測が不十分なため2010年の時点では明らかではない。
グリーゼ581dの軌道は水が惑星表面に存在するとされるハビタブルゾーンの外側の境界付近である。発見当初はこれよりも外側にあったと考えられていた。しかし、2009年4月後半頃、グリーゼ581dを発見したチームは惑星の軌道要素の推定を修正し、最初の推定よりも恒星側に近く、公転周期は66.87日に及ぶことが分かった。彼らは当惑星がハビタブルゾーンにあると結論づけた。さらに、データから少なくとも1つは海があると提案した。

## 物理的特徴
主星グリーゼ581の運動によりグリーゼ581dは最小質量が5.6地球質量であると分かっている。グリーゼ581惑星系の天体力学シミュレーションでは3つの惑星が共面であることを前提にしているため、もし質量が最小質量の1.6 - 2倍であったときは不安定である。最小質量の値を使ってグリーゼ581dの質量の上限を求めると13.8地球質量になる。グリーゼ581dの組成はまだ分かっていない。

### 気候と居住可能性

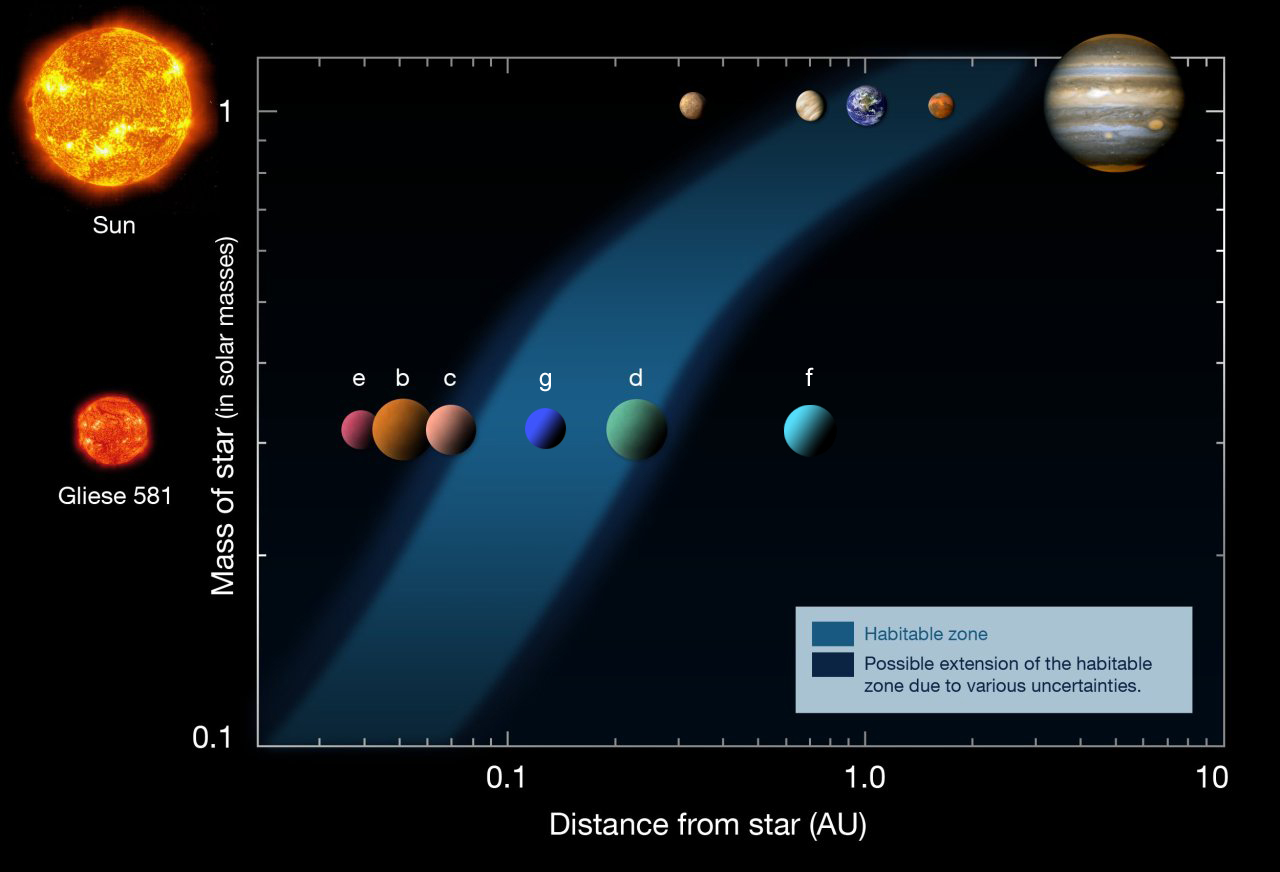
グリーゼ581惑星系と太陽系のハビタブルゾーンの比較。グリーゼ581dはハビタブルゾーンの遠方の端に近い。

グリーゼ581dは地球からのトランジットが確認されておらず、大気の状況も現在まで確認されていない。このような気候の状況は軌道やコンピュータのモデルによる理論上の推測に基づいている。
グリーゼ581dはハビタブルゾーンの端にあるので当初は水が液体で存在するには寒冷すぎると考えられていた。2009年に軌道が訂正されたことにより、2011年、フランスで行われたシミュレーションでは、十分な大気圧の下では表面に水が液体でいられるのに適しているとされた。Stéphane Udryはグリーゼ581dについて"大きく、深い海に覆われた海洋惑星の第一候補かもしれない"と言っている。
グリーゼ581dが主星から受ける光の強さは平均して地球が太陽から受ける光の約30%しかない。なお、火星と比較すると、火星が太陽から受ける光の強さは地球の約40%なので火星にも満たない。これを考えるとグリーゼ581dは寒すぎて人間がすむのに適さないと考えられる。しかし、温室効果の影響で、天体の温度はかなり上がっている。地球で例えると地球は温室効果ガスなしでは-18℃ほどであり、月のように日中は100℃、夜は-150℃に及ぶ。もし、グリーゼ581dが十分な温室効果を生み出し、二酸化炭素を安定できたら、表面温度が水が液体になるために十分であり、考える限りでは生命を維持するのも可能であると考えられている。Barnesらによる計算によると放射による加熱が予測よりいくぶん多くない限り、潮汐加熱が低いため、グリーゼ581dのプレートテクトニクスが活発にならない。
グリーゼ581dは質量が大きいので岩石のみからなる可能性がある。元々は凍った惑星であったが、だんだん恒星に近づいた可能性もある。平衡温度は181K。
グリーゼ581dは変光星なので人が住むには適さない可能性もある。

## Hello from Earth
2009年、オーストラリアで開催されたNational Science WeekにおいてCosmosはグリーゼ581dとの交信メッセージを収集するために"Hello from Earth"というウェブサイトを開いた。文字の長さは最大で160字、英語に限定した。全世界195ヶ国から25880ものメッセージが収集され、キャンベラ深宇宙通信施設のDSS-43 70m電波望遠鏡を用いて2009年8月28日に交信を開始した。

## フィクション
グリーゼ581dはドクター・フーの第2エピソードSmileにおける舞台となっている。また、Into the Universe with Stephen Hawking(英語版)のエピソード3においても見られる。